# Кривая Лаффера

Увеличение налоговой ставки первоначально приводит к увеличению бюджетных доходов от налогов, но после определенного уровня приводит к падению.
T — доход госбюджета,
t — налоговая ставка,
t* — ставка максимального дохода,
t_{1} и t_{3} — ставки с одинаковым доходом

Кривая Лаффера (англ. Laffer curve) — графическое отображение зависимости между налоговыми поступлениями и налоговыми ставками. Концепция кривой подразумевает наличие оптимального уровня налогообложения, при котором налоговые поступления достигают максимума. Зависимость выведена американским экономистом Артуром Лаффером, хотя сам он признавал, что его идея присутствует уже у Кейнса и даже у средневекового арабского учёного Ибн Хальдуна.

## Определение
Согласно американским экономистам К. Р. Макконнеллу и С. Л. Брю кривая Лаффера — изображение зависимости объёма налоговых поступлений от налоговой ставки, наглядно показывающее ставку, при которой поступления максимальны.

## История
Сторонниками снижения налогов и стимулирования инвестирования являются представители школы предложения. Они считают, что нужно отказаться от системы прогрессивного налогообложения (именно получатели крупных доходов — лидеры в обновлении производства), снизить налоговые ставки на предпринимательство, на заработную плату и дивиденды. Требуется стимулировать инвестиционный процесс, желание иметь дополнительную работу и дополнительный заработок. В своих рассуждениях теоретики опираются на кривую А. Лаффера. При сокращении ставок база налогообложения в конечном счете увеличивается (больше продукции — больше налогов). Высокие налоги снижают базу налогообложения и доходы государственного бюджета.
Изъятие у налогоплательщика значительной суммы доходов (порядка 40—50 %) является пределом, за которым ликвидируются стимулы к предпринимательской инициативе, расширению производства. Образуются целые группы налогоплательщиков, занятых поиском методов ухода от налогообложения и стремящихся концентрировать финансовые ресурсы в теневом секторе экономики. Однозначного ответа, какое значение эффективной ставки является критическим, не существует. Если исходить из концепции Лаффера, изъятие у производителей более 35—40 % добавленной стоимости провоцирует невыгодность инвестиций в целях расширенного воспроизводства, что равносильно попаданию в порочный круг — так называемую «налоговую ловушку».

## Налоговая нагрузка и уровень жизни
Обычно считается, что отношение налогоплательщиков к системе налогообложения страны характеризует величину сосредоточенных в этом секторе средств по отношению к ВВП. Для налогоплательщиков привлекательной является низкая налоговая нагрузка (на уровне 15 %). Высокие налоги означают высокий уровень регулирования экономики. Понятие экономической свободы неразрывно связано с невмешательством государства в отношения субъектов хозяйствования. Индекс экономической свободы, публикуемый ежегодно The Heritage Foundation, показывает, что страны со свободной экономикой имеют лучшие показатели развития общества. Также в мире наблюдается тенденция, что страны, получившие высокий уровень развития за счет низких налогов, постепенно вводят все больше и больше налогов, что тормозит развитие. К примеру, Швеция была страной низких налогов до 1970 года, что обеспечило бурное развитие экономики. После 1970 года Швеция вводит всё больше и больше налогов, что тормозит темпы роста. 
Влияние налоговой нагрузки на эффективность развития экономики, в цифрах 1999 года:
| Страна    | Налоговая нагрузка (% ВВП) | Уровень жизни, долл. |
| --------- | -------------------------- | -------------------- |
| Швеция    | 51,0                       | 25 710               |
| Финляндия | 47,3                       | 23 240               |
| Бельгия   | 46,6                       | 26 440               |
| Франция   | 44,1                       | 26 270               |
| Австрия   | 42,8                       | 28 110               |
| Германия  | 39,3                       | 28 870               |
| Мексика   | 39,3                       | 03600                |
| Испания   | 35,8                       | 14 350               |
| США       | 31,8                       | 28 020               |
| Турция    | 22,2                       | 02830                |
| Канада    | 16,0                       | 19 020               |
| Россия    | 48,5                       | 04430                |